# Alpha Boys’ School
Alpha Cottage School (oft Alpha Boys’ School genannt) ist eine Schule an der South Camp Road in Kingston, Jamaika, die von katholischen Nonnen geführt wird. Die Schule wurde im Jahr 1880 als school for wayward boys („Schule für missratene Jungen“) gegründet. Sie war sowohl für die strenge Erziehung als auch für den herausragenden Musikunterricht bekannt. Die Schule hat seit 1892 ihre eigene Musikband, und später eine Brass Band nach einer Spende von Blechblasinstrumenten durch den katholischen Bischof von Kingston.
Diese musikalische Ausrichtung der Schule hatte auch Einfluss auf die Entwicklung des Reggae.

## Namhafte Schüler
Bekannte Schüler der Schule waren Desmond Dekker, die vier Gründungsmitglieder der Skatalites Tommy McCook, Johnny „Dizzy“ Moore, Lester Sterling und Don Drummond sowie Rico Rodriguez, Leroy „Horsemouth“ Wallace, Yellowman, Vin Gordon, Harold McNair, die Saxophonisten Karl „Cannonball“ Bryan, Joe Harriott, Cedric Brooks und Wilton Gaynair, „Deadly“ Headley Bennett sowie die Sänger Owen Gray und Leroy Smart.

## Rezeption
Die inzwischen aufgelöste Bochumer Ska-Band Alpha Boy School benannte sich nach der Schule.

## Diskografie
- 2006: Alpha Boys’ School 1910–2006: Music in Education (Trojan Records)